# Hnutí čtvrtého května

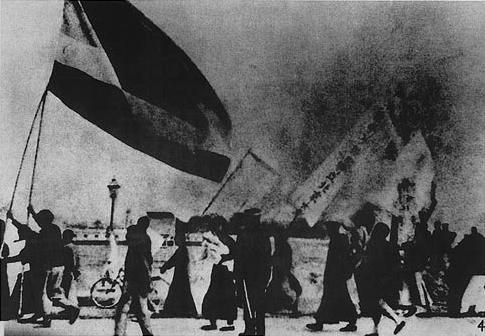
Studenti shromáždění v Pekingu během hnutí čtvrtého května

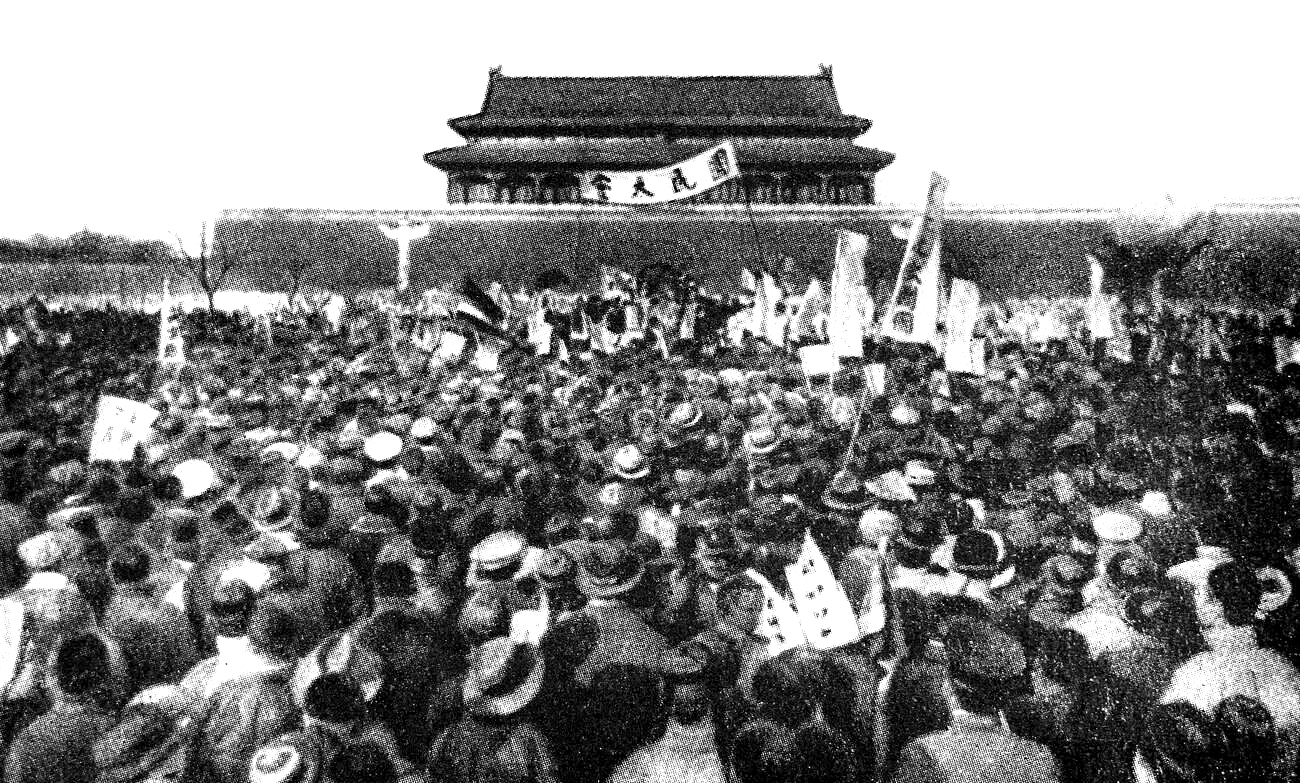
Protestující studenti na Náměstí Nebeského klidu

Hnutí čtvrtého května (čínsky 五四運動 Wu si jün-tung, pchin-jin: Wǔ Sì Yùndòng) bylo politické a kulturní hnutí v Číně, které vzniklo roku 1919 jako reakce na Versailleské mírové dohody. Studentské demonstrace v Pekingu se rozšířily po celé zemi a vedly k vzestupu čínského nacionalismu, politické mobilizaci a radikalizaci.

## Historické pozadí
Kořeny Hnutí čtvrtého května sahají až do závěrečného období poslední čínské císařské dynastie Čching (1644–1911), kdy Čína v roce 1898 pronajala Německu přístav Čching-tao. Německý vliv se rychle rozšířil na území celé provincie Šan-tung.
Po vypuknutí první světové války se dalo očekávat, že se boje přesunou i na území kolonií evropských mocností. Jelikož se Čína v té době nacházela v polokoloniálním stavu se sférou vlivu více zemí, žádal prezident Jüan Š-kchaj, aby se válka nerozšířila i do Číny. Japonsko však vidělo tuto situaci jako cestu k zahájení koloniální politiky a přidalo se ke státům Dohody. Na podzim 1914 se japonské jednotky vylodily u přístavu Čching-tao a postupně obsadily německé državy. Japonsko následně předložilo čínské vládě 21 požadavků zahrnujících japonskou sféru vlivu v provinciích Fu-ťien a Šan-tung. Pekingská vláda tyto požadavky v neúplném znění přijala, což vyvolalo odpor Číňanů vůči Japoncům.
Po smrti Ši-kchaj Jüana roce 1916 byl prezidentem zvolen projaponsky založený Jüan-chung Li. Ten na naléhání Francouzů sice přerušil diplomatické styky s Německem, ale návrh na vstup do války byl zamítnut, což vyústilo v pád vlády v roce 1917. Nově zvolený prezident Kuo-čang Feng uvedl Čínu 14. srpna 1917 do války na straně Dohody. Aktivně se však na válce nepodílela, byly vytvořeny pouze pracovní oddíly (celkem 175 000 mužů), které pomáhaly ve Francii, na Blízkém východě a v severní Africe.

## Versailleské mírové dohody
Po ukončení první světové války v roce 1918 očekávala Čína zrušení nerovnoprávných smluv, protože byla na straně vítězů. Čínská delegace ve Versailles požadovala zrušení velmocenských zájmových sfér v Číně a k požadavku připojila speciální memorandum o zrušení japonských výsad v provincii Šan-tung. Japonci naopak požadovali převzetí německých výsad, a protože hrozili odchodem z mírových rozhovorů a nevstoupením do Společnosti národů, bylo jim vyhověno.
Výsledky mírových rozhovorů způsobily v Číně rozhořčení a vlnu protestních hnutí. K sílícímu nacionalismu a odporu vůči cizincům se přidal i bojkot japonského zboží. Reakce rozhněvaných Číňanů dovedla pekingskou vládu k nepodepsání Versailleské smlouvy. Byla podepsána jedině mírová smlouva s Rakouskem, díky čemuž byla Čína později přijata do Společnosti národů.

## Demonstrace
Již v roce 1918 organizují vysokoškolští studenti po celé Číně nejrůznější shromáždění a demonstrace a vytvářejí množství studentských organizací, jako například Studentské vlastenecké sdružení (学生 爱国 会). V lednu 1919 začínají vycházet časopisy Národ (国民) a Nový proud (新潮).
Na konci dubna 1919 vyvrcholila závěrečná jednání na mírové konferenci v Paříži. Nevyhovění čínským požadavkům způsobilo vlnu zklamání a rozhořčení. Na čtvrtého května 1919 svolaly studentské organizace masovou demonstraci, podle níž dostaly události souhrnné označení Hnutí čtvrtého května. Během demonstrace se na Náměstí Nebeského klidu v Pekingu shromáždilo více než 5000 osob. Hlásali hesla jako „Čína patří Číňanům“, „Nezřekneme se Šan-tungu“, „Odmítněte podepsat pařížskou mírovou smlouvu“ či „Bojkotujte japonské zboží.“ Studenti vysokých škol nadto vyhlásili celostátní stávku.
Na začátku června policie pozatýkala 3000 studentů. Zprávy o této události se rozšířily do více čínských velkoměst a 3. června byla na schůzi v Šanghaji vyhlášena generální stávka, kterou podpořili dělníci a obchodníci. V průběhu června začala vláda studentským požadavkům ustupovat, což vedlo k jejímu pádu. Nový premiér Čchien Neng-sun v této situaci nařídil neuzavření mírové smlouvy. Zároveň však v červenci vydal zákaz bojkotu japonského zboží.

## Význam
Hnutí čtvrtého května se pojí s počátkem socialismu v Číně. Poprvé v čínských dějinách se spojili lidé z různých tříd, aby společně vyjádřili své názory. Jedním z následků květnového hnutí bylo i založení Komunistické strany Číny roce 1921.
Události z května 1919 přinesly změnu v myšlení čínských intelektuálů, kteří se radikalizovali. Před rokem 1919 byla největším vzorem západní demokracie, smlouva s Versailles však byla vnímána jako podvod a liberální demokracie se v očích intelektuálů zprofanovala. Na čínské levici začali intelektuálové studovat marxismus a leninismus, na pravici se objevily fašizující tendence. V květnovém hnutí jsou zárodky růstu obou radikálních stran, Komunistické strany a nacionalistů (Kuomintang), filozofického konfliktu mezi nimi a následné občanské války.